# Пула – Карловац – Загреб
Пула — Карловац — Загреб — газопровід у Хорватії, споруджений для постачання продукції офшорних родовищ до газотранспортної системи країни.
Починаючи з 1950-х років на основі розробки родовищ міжріччя Драви і Сави у східній частині Хорватії (Славонії) утворилась розгалужена мережа газопроводів, які спершу працювали під тиском у 2,5 МПа, а потім були модернізовані до показника у 5 МПа. З 1978-го до неї через Словенію та трубопровід Рогатець – Загреб почав надходити ресурс походженням із СРСР (а потім Росії), при цьому в 2000 році для подачі блакитного палива до значного промислового центру Карловаць, розташованого на південний захід від столиці, спорудили газопровід довжиною 42 км та діаметром 700 мм (що, до речі, було більше за показник тільки що згаданого інтерконектору зі Словенією, виконаного в діаметрі 500 мм).
Між тим, у 1999-му з родовища Івана почалась розробка запасів хорватського сектору Адріатичного моря. Спершу його продукція подавалась до газотранспортної мережі Італії, чому сприяла наявність неподалік інфраструктури італійського сектору Адріатики. Втім, за кілька років створили можливість подачі блакитного палива і до самої Хорватії, для чого в 2006-му запустили в роботу підводний трубопровід довжиною 45 км від компресорної платформи Ivana K до берегового терміналу в Пулі. Тоді ж ввели в експлуатацію родовища Іка та Іда, а Івана перетворилось на газотранспортний хаб.
Від Пули блакитне паливо подається повз Рієку до Карловаця. Прокладену тут наземну ділянку довжиною 191 км виконали в діаметрі труб 500 мм та з розрахунку на робочий тиск у 7,5 МПа, що дозволяє транспортувати до 1,5 млрд м3 газу на рік. Як зазначено вище, від Карловаця вже існувала лінія до Загреба, що виводить до західної околиці столиці в район Лучко. За рік після запуску системи Пула — Карловац ввели в дію перемичку Лучко — Іваня Река завдовжки 20 км з діаметром 700 мм, котра сполучається з наступним газопроводом, розрахованим на роботу під тиском 7,5 МПа — Загреб – Слободниця. Останній може подавати ресурс далі на схід країни, до Славонії, з якої колись і почалась історія газовидобутку в Хорватії.
За кілька років після запуску трубопроводу від Пули він почав також живити систему Босилєво – Спліт, яка транспортує блакитне паливо на південь уздовж адріатичного узбережжя країни.
З 1 січня 2021 року до газопроводу через перемичку Омішаль — Злобин почав надходити ресурс, імпортований через плавучий регазифікаційний термінал на острові Крк.